# Dirk V af Holland
Dirk V (født 1054?, død 17. juni 1091) efterfulgte sin fader som greve af Holland, da han var syv år gammel. Indtil han var gammel nok til at varetage sine opgaver, optrådte hans moder, Geertruida af Sachsen som hans værge.

## Liv og gerning
Dirk indledte sin position som grev med et alvorligt tilbageslag. Vilhelm I, der var biskop af Utrecht, udnyttede den unge herskers svage stilling og okkuperede dele af områder, som han gjorde krav på i Holland. Vilhelms krav blev bekræftede af to skriftstykker  fra kejser Henrik IV (30. april 1064 og 2. maj 1064). De eneste områder, som Dirk fik lov til at beholde, lå vest for Vlie og omkring Rhinens udløb.
Geertruida og Dirk trak sig tilbage til øerne i nutidens Zeeland og overlod de omstridte landområder til okkupanten Vilhelm. Dirks moder giftede sig i 1063 med Boudewijn V af Flanderns næst ældste søn, Robrecht af Flandern, også kendt som Robrecht Friseren. Robrecht gav Dirk det kejserlige Flandern som apanage, inklusive øerne vest for Schelde i Zeeland. Derefter blev Boudewijn Dirks værge, og dermed fik han også kontrol over øerne øst for Schelde. Boudewijn formåde også at erobre Kennemerland (nord for Noord-Holland), men holdt det kun for en kort periode.
Dette førte til, at hele Holland og Vestfrisland faldt under Robrechts styre. Efter, at Robrechts broder Boudewijn VI døde i 1070, udbrød der en borgerkrig i Flandern. Robrecht gjorde krav på at være værge for nevøen Arnulf III, hvilket blev bestridt af hans moder Richilde af Hainaut, Boudewijn VIs enke. Robrechts sejr ved Kassel i februar 1071 afgjorde sagen, Arnulf blev dræbt, og Richilde blev taget til fange.
Efter 1075 blev krigen i Holland og Vestfrisland en del af en større konflikt. Paven havde da ekskommunikeret kejseren, som blev støttet af biskoppen i Utrecht, mens greven af Holland støttede pave Gregory VII og modkongen Rudolf af Rheinfelden.
Mens Robrecht var optaget i Flandern, blev der gjort et fremstød for at genvinde de områder, som Vilhelm af Utrecht havde okkuperet. Folket gjorde oprør, men oprøret blev slået ned af en hær under ledelse af Gottfried IV, hertug af Niederlothringen, efter ordre fra kejser Henrik IV. I 1076 havde Vilhelm inviteret hertugen til at besøge hans områder, og i Delft blev hertugen dræbt den 26. februar 1076 efter ordre fra Dirk og hans stedfader Robrecht. Vilhelm af Utrecht døde den 17. april 1076.
Dirk V, som nu selv styrede sit eget grevskab, brugte fordelen, som dette gav ham. Robrecht hjalp ham med at organisere en hær, og med denne tog han Vilhelms efterfølger, biskop Koenraad af Schwaben, til fange i slottet Ysselmonde. Biskoppen købte sig fri ved at opgive alle krav på de omstridte landområder.

## Familie
Omkring år 1080 fik Dirk en søn, Floris II. Dirk døde i 1091 og blev begravet i abbediet i Egmond, Noord-Holland.